# Водовы
Водовы — два русских дворянских рода  различного происхождения.
При подаче документов (1686), для внесения рода в Бархатную книгу, была предоставлены родословная роспись Водовых, за подписью Андрея Водова.
Первовыехавший из немцев, прозывался Вуд, а от него пошла фамилия Водовы.

## История рода
Родоначальник первого Ян Водов († 1640), в крещении Иван, выехал из Польши в Москву в начале царствования Михаила Феодоровича, пожалован поместьями в Чухломском и Галичском уездах. Этот род внесён в VI часть родословной книги Костромской губернии.
Андрей Вод, немчин Шкотской земли, владел поместьем в Нижегородском уезде (1629) и служил в ротмистрах. Александр Вод полковник рейтарского строя (1660). Андрей Водов владел поместьем в Чухломском уезде (1680-х).
Трое представителей Водовых владели населёнными имениями (1699).
Другой род Водовых, новейшего происхождения, внесен в III часть родословной книги Симбирской губернии.

## Известные представители
- Водов Петр Андреевич — стряпчий (1658).
- Водов Никита Андреевич — стряпчий, прибыл к царю с сеунчем от воеводы, князя Черкасского (1654), московский дворянин (1668-1677),
- Водов Иван Михайлович — стряпчий (1682), ему принадлежал двор в Нижнем Новгороде (1678).
- Водов Андрей Андреевич — стряпчий (1677), стольник (1682-1692).
- Водов Михаил Никитич — стряпчий (1692).
- Водов Михаил Иванович — стольник царицы Прасковьи Фёдоровны (1692)[2][5].